# Coll de la Perxa
El Coll de la Perxa, antigament Coll de Jardó, és un pas, a 1.579 m d'altitud, obert al Pla de la Perxa (~1.600 m.), del terme comunal de La Cabanassa, a la comarca del Conflent, a prop del límit amb l'Alta Cerdanya. El coll comunica les conques dels rius La Tet i Segre.